# Лимож Серкъл Сен Пиер
„Лимож Серкъл Сен Пиер“ (на френски: Limoges Cercle Saint-Pierre) е френски баскетболен клуб, създаден през 1929 г. и базиран в Лимож.
След около петдесет години, прекарани в местни, регионални първенства и по-ниски национални дивизии, CSP достига първа дивизия на френското първенство през 1978 г. Печели първата си купа на Франция през 1982 г., както и същата година, първата му европейска титла, Купа Корач. Той стана шампион на Франция, за първи път в нейната история през следващата година, през 1983 г., като същевременно направи двойна купа на Korać.
През 1988 г. той спечели Pro A шампионата, организиран за първи път от националната баскетболна лига. Същата година той подсили европейския си рекорд, като спечели Coupe des Coupes. На 15 април 1993 г. той става първият френски отборен спортен клуб, който печели Купа на клубовете на европейските шампиони, комбинирани от всички дисциплини, преди да се присъедини през май същата година от „Олимпик Марсилия“ във футбола.
„Лимож Серкъл Сен Пиер“ има единадесет шампионски титли на Франция и шест Купи на Франция. Той е, заедно с ФА Мюлуз и АСВЕЛ Лион-Вильорбан, един от трите отбора, короновани за шампиони на Франция в три последователни години, и единственият (с АСВЕЛ от 1955 до 1957 г., след това от 2019 до 2022 г., титлата за 2020 г. не е разпределена) награждаван два пъти, от 1983 до 1985 г., след това от 1988 до 1990 г.[ неясно? ]